# 産業構造の転換
産業構造の転換（さんぎょうこうぞうのてんかん）とは、一国の産業の構成割合や貿易の情勢が変化することを指す。

## 概要
多くの国民経済は複数の産業を抱える。それぞれの産業の生産性などは違うため、経済内における産業の優位性には差が生まれる。このときに、産業構造転換が起きる。より収益の高い産業は労働力や資本などの資源に対する購買力を持つ。一方で、収益の低い産業は高収益産業との資源購買競争により、さらに収益が低下する。こうして低収益産業から解放された資源が高収益産業へ集中した場合、産業構造が転換したと言える。
また、輸出産業とみなされていた産業が、国内需要増大によって輸出余力を喪失し国内市場において輸入品とシェアを分かつようになった場合も産業構造が変化していると言える。
経済政策などによって、産業構造が変化することもある。長く戦争を続ける国などは資源が軍需産業に集中するし、ケインズ政策として公共事業を採用すると、建設業などに資源が集中する。

## ゾンビ企業
ゾンビ企業とは、本来倒産するか吸収されて消えるべきであるが、さまざまな理由で存続している企業を指す呼称である。経済学者の星岳雄とアニル・カシャップは本来であれば淘汰される企業が存続していることで、高い生産性が期待できる新たな企業・産業の発展が阻害されるとしている。
経済学者の田中秀臣は「衰退産業への政府による永続的支援は、労働・資本の産業間移動のインセンティブを失なわせ、社会的非効率性を固定化させる」と指摘している。

## 比較優位
経済学者の野口旭、田中秀臣は「比較優位があって初めて比較劣位があるのであり、それを『脅威』と騒いでいたら自由な貿易は不可能である。貿易の利益を享受するためには、苦痛に満ちた産業構造調整の過程を経るしかない」と指摘している。

## 歴史

### 日本
太平洋戦争敗戦直後、日本の産業は壊滅状態だったがその中で石炭産業は日本の重要なエネルギー源として真っ先に復興が図られ、1950年代初期までは大学卒の優秀な学生はほとんどが石炭産業に就職するほどの人気であった。
1960年代にエネルギー革命が起こると石炭産業は一気に斜陽産業となり、代わりに国造りの土台となるべき産業として鉄鋼・造船産業が成長し高度経済成長期の一翼を担った。
1973年のオイルショック後は上記の重厚長大産業は勢力を弱め、代わりに自動車、電化製品、コンピュータなどの軽薄短小産業（ハイテク産業）が急成長し、輸出品目の主役に躍り出た。1980年代には重厚長大産業は生産を縮小し、高付加価値製品に特化した戦略にシフトする。
バブル崩壊後は逆に軽薄短小産業が衰退に陥り、産業の空洞化が問題となる。21世紀初頭には長年停滞していた重厚長大産業が中国経済の旺盛な設備投資により復権した。
2008年の世界金融危機により輸出産業は軒並み打撃を受けた。